# Ködderitzsch
Ködderitzsch è una frazione della città tedesca di Bad Sulza, nel Land della Turingia.

## Storia
Il 1º gennaio 2019 il comune di Ködderitzsch venne aggregato alla città di Bad Sulza.